# 21292 Kanetakoichi
21292 Kanetakoichi è un asteroide della fascia principale. Scoperto nel 1996, presenta un'orbita caratterizzata da un semiasse maggiore pari a 2,4330312 au e da un'eccentricità di 0,2011895, inclinata di 3,16675° rispetto all'eclittica.